# Сан-Мартин (вулкан)
Сан-Мартин (исп. San Martín) — потенциально действующий вулкан в Мексике, расположен на территории муниципалитета Сантьяго-Тустла невдалеке от побережья Мексиканского залива.
Сложный щитовидный вулкан c кальдерой на вершине. Состоит из базальта и игнимбрита с песчаными вставками. Последнее извержение произошло в 1792 году из лавового купола на краю кальдеры. В настоящее время фиксируется фумарольная активность в центральном кратере.